# Red Owens
James L. "Red" Owens (2 de septiembre de 1925-11 de octubre de 1988) fue un jugador de baloncesto estadounidense que disputó dos temporadas en la NBA y una más en la NPBL. Con 1,91 metros de estatura, jugaba en la posición de escolta.

## Trayectoria deportiva

### Universidad
Su trayectoria universitaria transcurrió con los Bears de la Universidad de Baylor, siendo el primero de los ocho jugadores que han jugado en alguna ocasión en la NBA o la ABA.

### Profesional
Fue elegido en la vigésimo primera posición del Draft de la BAA de 1949 por Washington Capitols, pero comenzó su andadura profesional en 1949 con los Tri-Cities Blackhawks, quienes mediada la temporada lo traspasaron a los Anderson Packers a cambio de Walt Kirk. Allí acabó la temporada promediando 3,3 puntos y 1,2 rebotes por partido.
Al año siguiente el equipo se dio de baja en la NBA, cambiándose a la NPBL, competición que únicamente duró una temporada. Allí fue el mejor anotador de su equipo y el quinto de toda la liga, promediando 15,1 puntos por partido, que le sirvieron para ser incluido en el segundo mejor quinteto de la competición.
Tras la desaparición de los Packers fue adquirido por los Baltimore Bullets en el draft de dispersión, quienes a mitad de temporada lo enviaron a los Milwaukee Hawks, donde acabó la misma promediando 8,0 puntos y 3,1 rebotes por partido.

## Estadísticas de su carrera en la NBA

### Temporada regular
| Temporada | Edad | Equipo                | Liga | P  | TIT | MIN  | TC  | TCA | %TC  | 3P | 3PA | %3P | TL  | TLA | %TL  | R.OF. | R.DEF. | REB | ASIS | ROB | TAP | PER | FP  | PTS |
| 1949-50   | 24   | TOTAL                 | NBA  | 61 |     |      | 1.4 | 4.7 | .299 |    |     |     | 1.1 | 1.7 | .673 |       |        |     | 1.2  |     |     |     | 2.5 | 3.9 |
| 1949-50   | 24   | Tri-Cities Blackhawks | NBA  | 26 |     |      | 1.6 | 5.3 | .307 |    |     |     | 1.5 | 2.3 | .678 |       |        |     | 1.2  |     |     |     | 2.5 | 4.8 |
| 1949-50   | 24   | Anderson Packers      | NBA  | 35 |     |      | 1.3 | 4.3 | .291 |    |     |     | 0.8 | 1.2 | .667 |       |        |     | 1.2  |     |     |     | 2.5 | 3.3 |
| 1951-52   | 26   | TOTAL                 | NBA  | 29 |     | 21.6 | 2.9 | 8.7 | .329 |    |     |     | 2.2 | 3.9 | .561 |       |        | 3.5 | 2.2  |     |     |     | 3.2 | 7.9 |
| 1951-52   | 26   | Baltimore Bullets     | NBA  | 19 |     | 17.9 | 2.9 | 8.5 | .342 |    |     |     | 2.1 | 3.9 | .533 |       |        | 3.7 | 1.7  |     |     |     | 2.7 | 7.9 |
| 1951-52   | 26   | Milwaukee Hawks       | NBA  | 10 |     | 28.5 | 2.8 | 9.1 | .308 |    |     |     | 2.4 | 3.9 | .615 |       |        | 3.1 | 3.2  |     |     |     | 4.1 | 8.0 |
| Total     |      |                       | NBA  | 90 |     | 21.6 | 1.9 | 6.0 | .313 |    |     |     | 1.5 | 2.4 | .614 |       |        | 3.5 | 1.5  |     |     |     | 2.7 | 5.2 |

### Playoffs
| Temporada | Edad | Equipo           | Liga | P | MIN | TCA | TC | 3PA | 3P | TLA | TL | R.OF. | REB | ASIS | ROB | TAP | PER | FP | PTS | %TC  | %3P | %FT  | MIN | PTS  | REB | AST |
| 1949-50   | 24   | Anderson Packers | NBA  | 8 |     | 26  | 89 |     |    | 28  | 41 |       |     | 19   |     |     |     | 37 | 80  | .292 |     | .683 |     | 10.0 |     | 2.4 |
| Total     |      |                  | NBA  | 8 |     | 26  | 89 |     |    | 28  | 41 |       |     | 19   |     |     |     | 37 | 80  | .292 |     | .683 |     | 10.0 |     | 2.4 |